# Điều nhuộm
Điều nhuộm hay còn gọi là điều màu, cà ri (danh pháp hai phần: Bixa orellana) là một loài cây bụi hay cây gỗ nhỏ thuộc họ Điều nhuộm (Bixaceae), có nguồn gốc từ khu vực nhiệt đới của châu Mỹ. Trong tiếng Nahuatl tên gọi của nó là achiotl, nghĩa là cây bụi. Trong tiếng Tupi tên gọi của nó là urucu. Nó được trồng tại khu vực này và tại khu vực Đông Nam Á, do người Tây Ban Nha đưa tới đây trong thế kỷ 17. Nó là nguồn cung cấp chính cho một loại chất màu tự nhiên, gọi là annatto có màu vàng đỏ, sản xuất từ quả. Điều nhuộm có hoa màu hồng và quả có gai màu đỏ tươi, chứa các hạt màu đỏ. Quả khô và cứng thành dạng quả nang màu nâu.
Quả không ăn được nhưng được thu hoạch để lấy hạt, trong đó có chứa chất bixin, thành phần chính của annatto. Nó có thể được chiết ra bằng cách ngâm hạt vào trong nước. Nó được dùng để tạo màu thực phẩm, chẳng hạn như bơ, cá và dầu ăn. Nó cũng là thành phần chính trong một loại gia vị kiểu México gọi là recado rojo, tức "bột điều nhuộm nhão". Hạt điều nhuộm được sử dụng làm phụ gia màu gần như không vị trong ẩm thực Mỹ Latinh, Jamaica và Philippines.

## Miêu tả

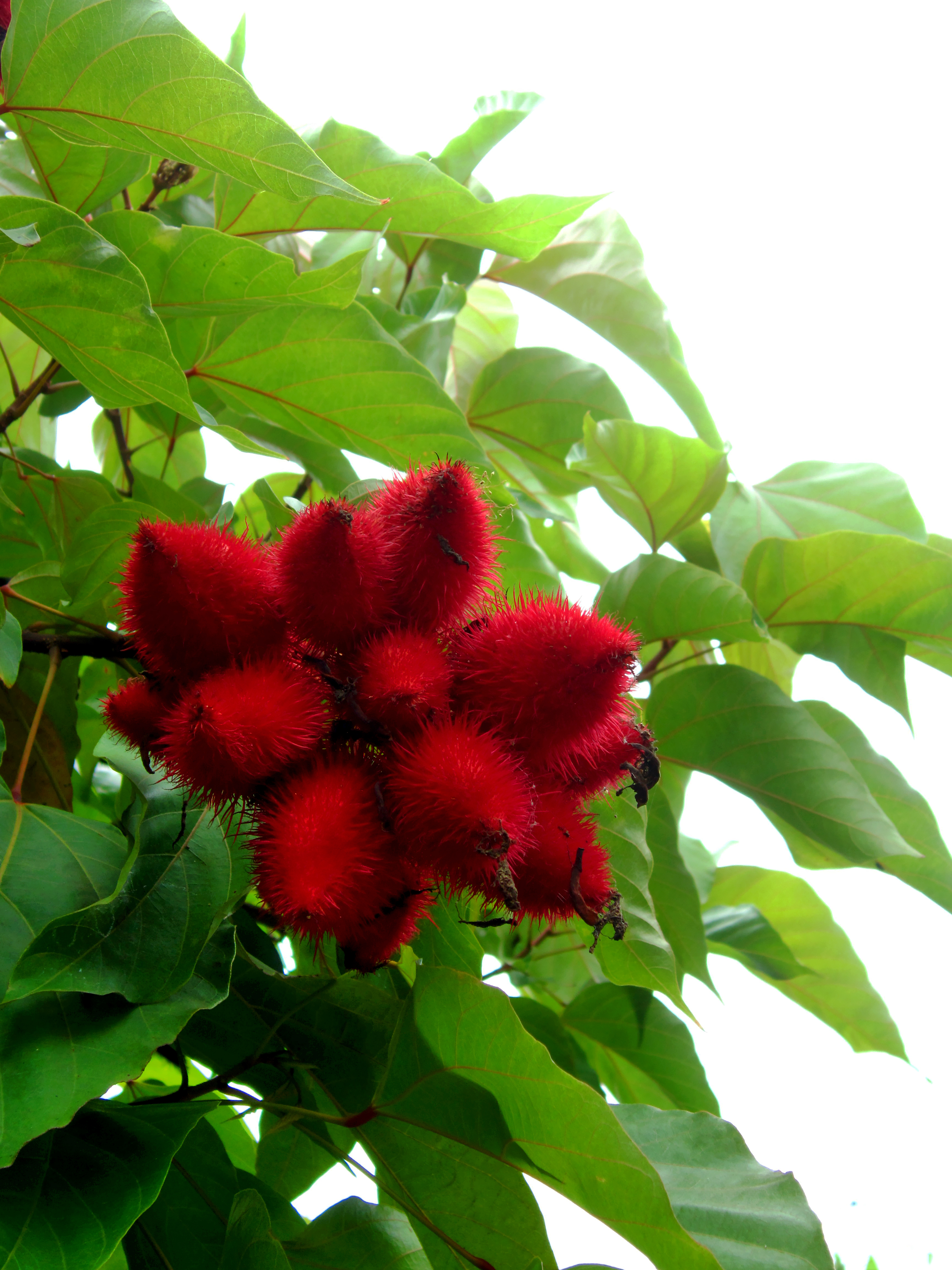
Quả điều màu còn tươi

Cây cao 5–10 m, dạng bụi. Lá đơn mềm, nhẵn, hình ba cạnh, đầu nhọn. Hoa tương đối lớn, có màu tía hay trắng, mọc thành chùy ngắn ở đầu cành. Quả mọc chùm, hình tim, đỏ tươi đến nâu khô khi chín, trên mặt có gai mềm, mở bằng hai van, mỗi mảnh mang chứa nhiều hạt. Hạt hơi có dạng lập phương trên một cuống ngắn, xung quanh tẽ nở thành áo hạt ngắn màu đỏ.

## Thành phần hóa học

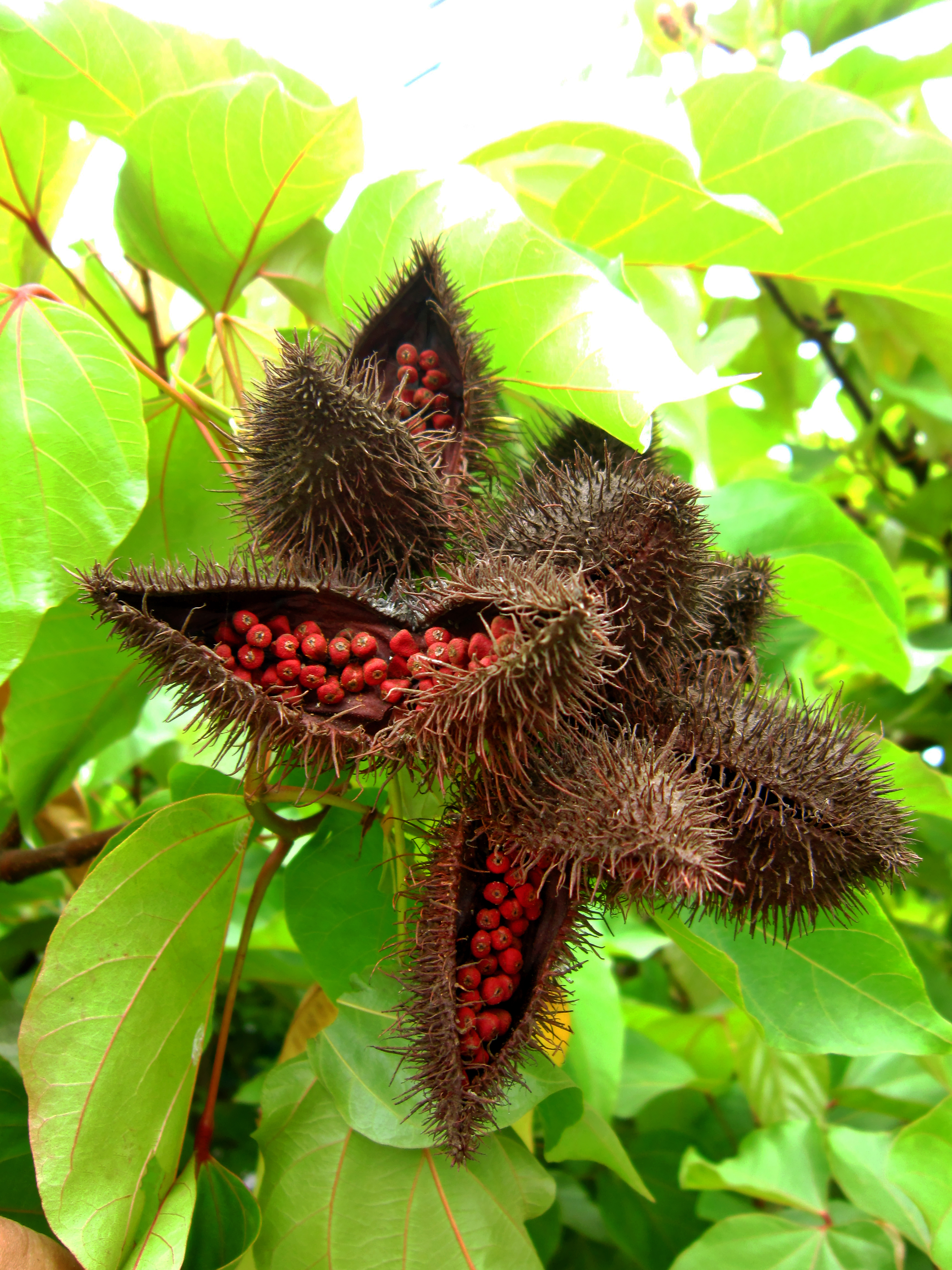
Quả điều màu khi khô có màu nâu và tự nứt làm lộ các hạt đỏ bên trong

Quả chứa nhiều vitamin A (khoảng 3,2 g cho mỗi 100 g quả), ngoài ra còn có nhiều selenium, magnesi, calci.

## Sử dụng

### Làm màu nhuộm
Tại Đông Nam Á, người ta thu hái hạt để làm chất nhuộm màu, chính vì thế mà loài này có tên gọi điều nhuộm. Hạt điều nhuộm đã được thổ dân châu Mỹ sử dụng từ rất lâu để làm thuốc màu vẽ lên cơ thể, đặc biệt là môi, vì thế mà đôi khi nó còn được gọi tại khu vực này như là "cây son môi". Điều nhuộm còn được dùng làm chất nhuộm màu thực phẩm (mã châu Âu E160b).

### Làm thuốc
- Một số nơi dùng lá chữa lị, sốt, sốt rét.
- Các bộ phận của cây có thể sử dụng để làm thuốc chống say nắng, viêm amiđan, bỏng, hủi, viêm màng phổi, ngừng thở, các rối loạn trực tràng và đau đầu trong y học cổ truyền của một số quốc gia trong khu vực Nam Mỹ.
- Nhựa từ quả cũng được sử dụng để điều trị bệnh đái đường típ II hay chống nhiễm nấm.
- Hạt cây làm thuốc tẩy giun

## Thư viện ảnh

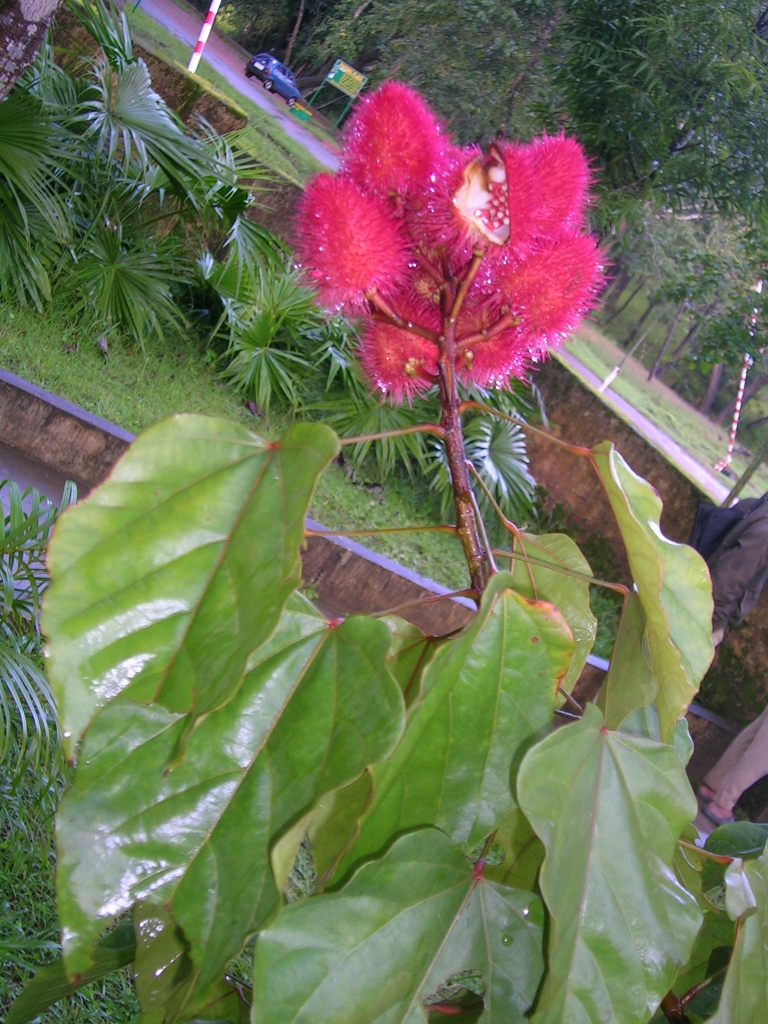
Một cành cây có quả
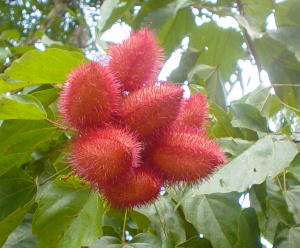
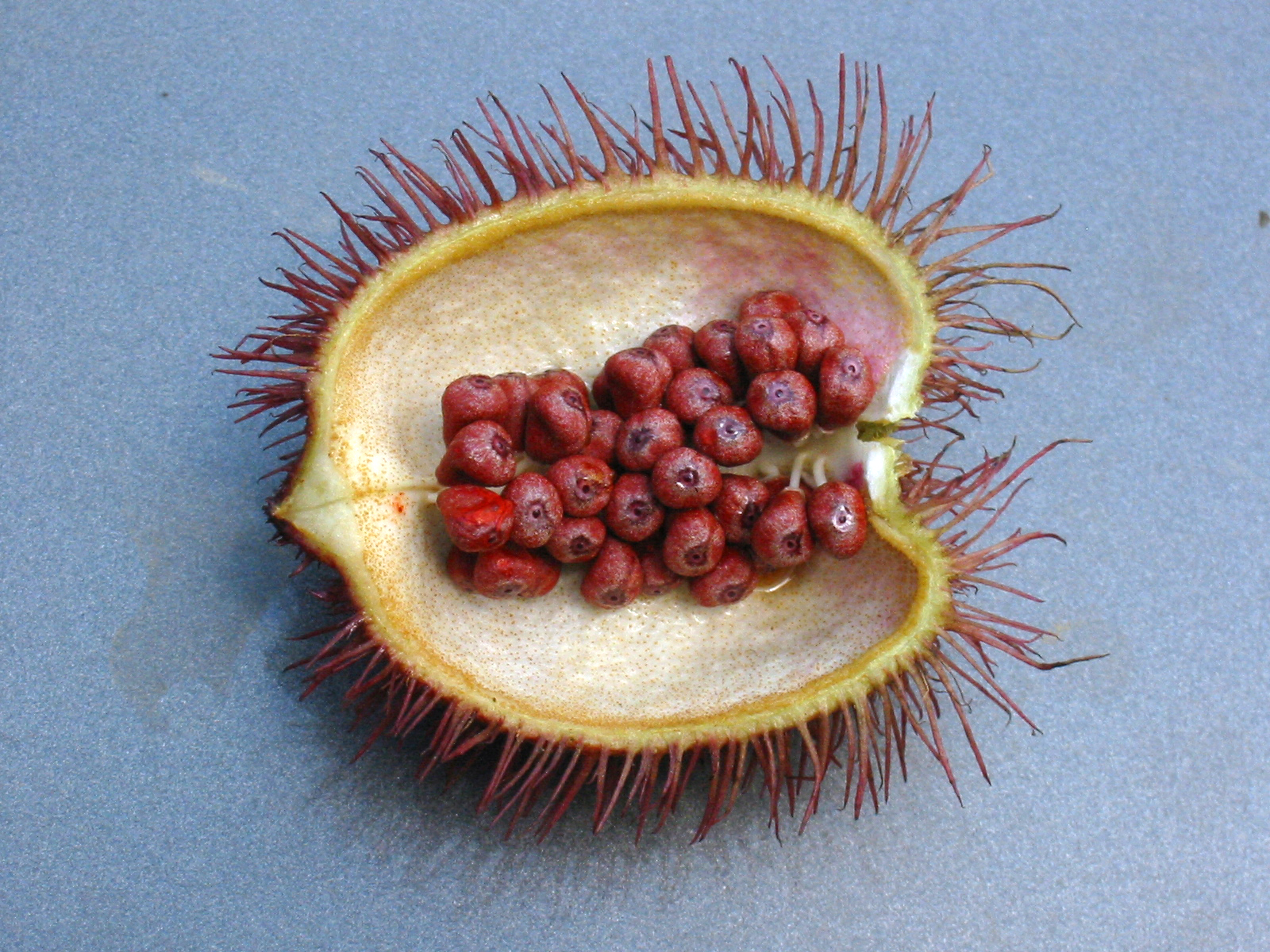
Vỏ bổ đôi cho thấy hạt bên trong
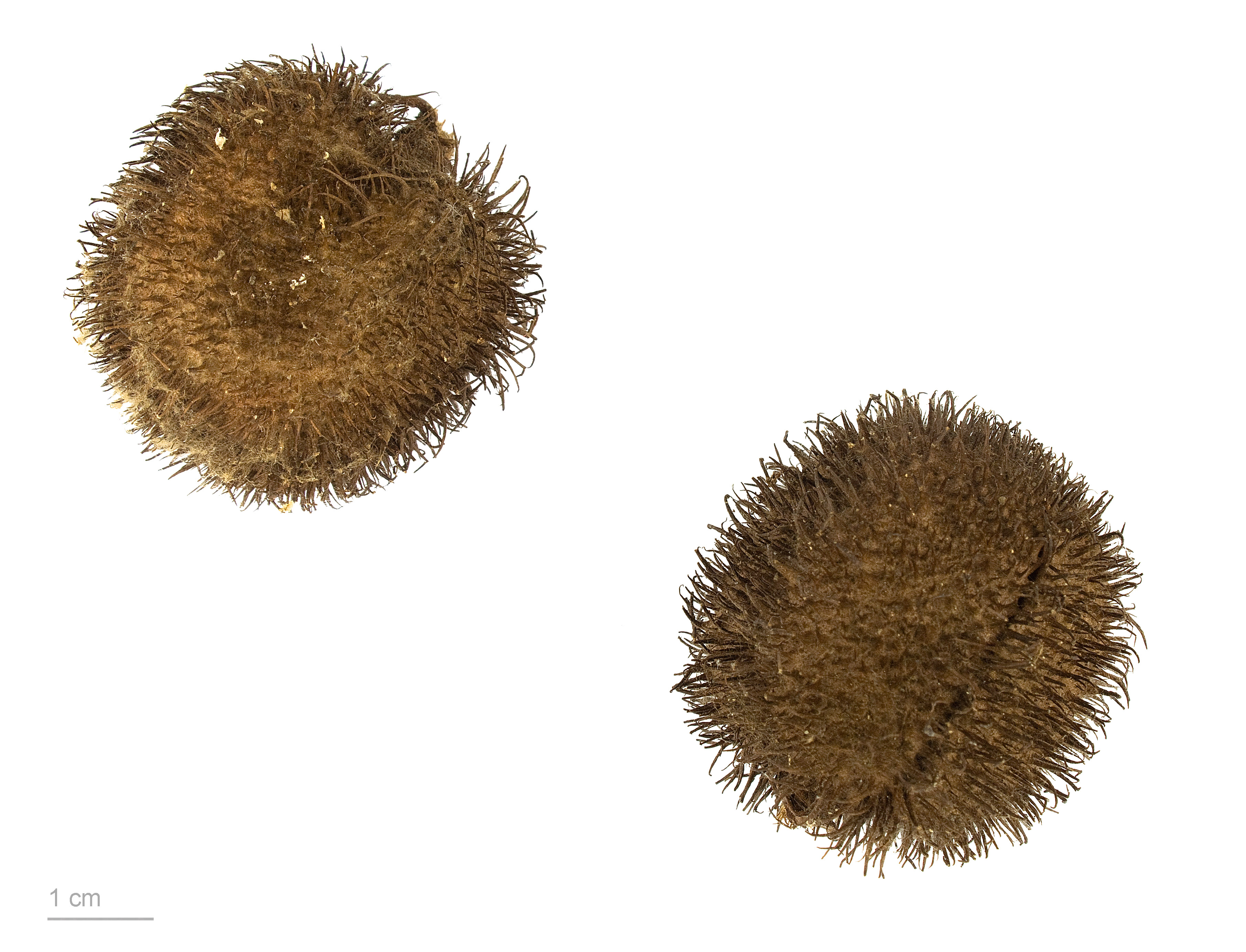
Bixa orellana - Museum specimen